# سنترا گولد
سنترا گولد (انگلیسی: Centerra Gold) شرکت معدن کانادایی است، که در سال ۲۰۰۲ تأسیس شد.